# Ronald Reagan Washington National Airport

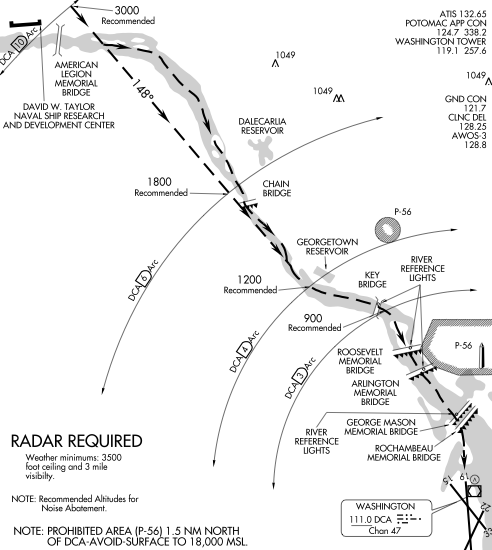
Route vlucht vanuit het noorden

Ronald Reagan Washington National Airport (IATA: DCA, ICAO: KDCA) is een luchthaven in de Amerikaanse plaats Arlington (Virginia), vijf kilometer ten zuiden van het centrum van Washington. In 2023 waren er 250.000 vliegtuigbewegingen en maakten 25,5 miljoen passagiers gebruik van de luchthaven.
De oorspronkelijke naam was Washington National Airport maar de luchthaven werd in 1998 vernoemd naar Ronald Reagan, voormalig president van de Verenigde Staten. De luchthaven is bekend als "National", "Washington National", "Reagan" en "Reagan National".
De grootste gebruiker van de luchthaven is American Airlines, gevolgd op grote afstand door Delta Airlines en Southwest Airlines, die nagenoeg even groot zijn op het vliegveld.

## Geschiedenis
De eerste luchthaven bij de hoofdstad was Hoover Field, dat in 1926 werd geopend. Een jaar later volgde een tweede vliegveld, Washington Airport. Als een gevolg van de Grote Depressie fuseerden de twee tot een vliegveld met de naam Washington-Hoover Airport. Het lag ongunstig met aan de oostzijde een snelweg met hoogspanningsdraden en in de omgeving stonden diverse hoge schoorstenen.
Tussen 1926 en 1938 werden diverse studies uitgevoerd. Er was een wet die de federale ontwikkeling van vliegvelden tegenhield. Deze wet werd in 1938 ingetrokken en president Franklin D. Roosevelt maakte geld vrij en de bouw van National Airport kon beginnen. Op 16 juni 1941 werd de luchthaven voor het verkeer geopend. In 1966 werden de eerste vluchten uitgevoerd door vliegtuigen uitgerust met straalmotoren. Dit leidde direct tot zorgen over geluidsoverlast.
Ondanks uitbreidingen en pogingen om de groei van de luchthaven te beperken was het desondanks noodzakelijk een tweede vliegveld nabij de hoofdstad te openen. Dulles International Airport opende in 1962 de deuren. Er kwam een werkovereenkomst tot stand tussen de twee luchthavens, National zou zich richten op vliegtuigen voor de korte afstand en Dulles zou de langeafstandsmarkten bedienen. Doel was het verkeer en geluidsoverlast op National te beperken. Deze afspraken werden geschonden, aangepast, aangevochten bij de rechter waardoor het effect niet aan de intenties voldeed. Na de uitbreiding van het metronetwerk naar National in 1977 en de deregulering van de luchtvaart in 1978 nam het verkeer op National toe terwijl die op Dulles daalde.
In 1987 droeg het Amerikaans Congres het beheer van de luchthaven over van de Federal Aviation Administration (FAA) naar de nieuwe Metropolitan Washington Airports Authority. Op 6 februari 1998 ondertekende president Bill Clinton de wet waarmee de naam van de luchthaven veranderde van Washington National Airport naar Ronald Reagan Washington National Airport, ter ere van de voormalige president zijn 87ste verjaardag.
In de jaren 1990 werd fors geïnvesteerd om de luchthaven te voorzien van grotere en moderne terminals en parkeergelegenheid voor auto's. Tussen 1990 en 2004 maakten jaarlijks zo'n 15 miljoen passagiers gebruik van National, na 2005 werd een stijging ingezet en vanaf 2012 schommelt het aantal passagiers rond de 25 miljoen per jaar.
De luchthaven moet nog altijd voldoen aan strenge regels om geluidsoverlast te voorkomen. Verder zijn delen van het luchtruim boven de stad, zoals de National Mall en het United States Naval Observatory, verboden gebied onder 5500 meter. Vanwege deze beperkingen moeten piloten die vanuit het noorden naderen, over het algemeen de route van de Potomac-rivier volgen en vlak voor de landing rechtsaf slaan. Vertrekkende vliegtuigen in die richting moeten snel hoogte winnen en dan linksaf slaan.

## Ongevallen
- Op 27 april 1945 kreeg een Lockheed 18 Lodestar bij het starten motorproblemen.[3]  Het vliegtuig schoof aan het einde van de baan in een greppel. Van de 13 passagiers en bemanningsleden overleden er zes.
- Op 19 maart 1946 raakte een Lockheed L-049 Constellation van Trans World Airlines (TWA) een betonnen transformatorhuis. Alle mensen aan boord overleefden het ongeval, maar het vliegtuig was total loss.
- Op 1 november 1949 was er een botsing tussen een Douglas DC-4 passagiersvliegtuig van Eastern Air Lines met een P-38 Lightning militair vliegtuig van het Boliviaanse leger.[4] Vijfenvijftig passagiers kwamen om het leven, alleen de piloot van de P-38 overleefde het ongeval.
- Op 13 januari 1982 startte de Boeing 737 van Air Florida-vlucht 90 met veel ijs aan de romp en vleugels van het vliegveld. Het toestel had lang in de sneeuw staan wachten, vanwege het extra gewicht kon het onvoldoende hoogte winnen en ramde een verkeersbrug. Van de passagiers overleden er 74 en vier mensen op de brug kwamen ook om.
- Op 29 januari 2025 stortte een American Airlines vliegtuig in de rivier na een botsing met een Sikorsky UH-60 Black Hawk helikopter van het Amerikaanse leger.[5]  Alle 67 inzittenden van het vliegtuig kwamen om het leven en ook de drie soldaten in de helikopter.